# Stenocercus chinchaoensis
Stenocercus chinchaoensis là một loài thằn lằn trong họ Tropiduridae. Loài này được Venegas, Duran & Garcia-Burneo mô tả khoa học đầu tiên năm 2013.